# 立石孝雄
立石 孝雄（たていし たかお、1932年11月2日 - 1995年11月22日）は、日本の経営者。立石電機(現在のオムロン)社長を務めた。愛知県名古屋市出身。創業者の立石一真の長男

## 経歴
1956年に京都大学工学部電気工学科を卒業し、同年に立石電機(現在のオムロン)に入社。1959年9月に取締役に就任し、1960年9月に常務を経て、1962年9月に副社長に就任し、1979年6月には社長に昇格。温厚な人柄とバランス感覚が優れていることで知られており、多角化と国際化を推進し、経営基盤を固めた。1987年6月に会長に就任。1995年4月から京都商工会議所副会頭、1995年5月から関西経済連合会副会長を務めた。
1989年5月に藍綬褒章を受章。
1995年11月29日心不全のために死去。63歳没。